# Ring of Roses
Ring of Roses is het debuutalbum van de Britse muziekgroep Shadowland. Het album is in januari 1992 opgenomen in de privéstudio van Clive Nolan Thin Ice Studios in Londen. Het studioalbum kwam uit in de tijd dat het genre waarin de band opereerde progressieve rock het moeilijk had. Het verscheen mede daarom op het platenlabel SI Music dat gerund werd door goedwillende liefhebbers. Hoe moeilijk het genre het had bleek uit het feit dat het label in 1996 failliet ging en het album toen niet meer verkrijgbaar was.
In 1997 volgde daarom een heruitgave op het eigen platenlabel van Nolan, Verglas Music. Die versie met een afwijkende hoes bevatte twee extra songs aangegeven met [*].

## Musici
- Clive Nolan – zang en toetsinstrumenten
- Karl Groom – gitaar en baspedals
- Ian Salmon – basgitaar en akoestische gitaar
- Nick Harradence – slagwerk.

## Composities
Allen van Nolan:
1. The Whistleblower (6:32)
2. Jigsaw (11:05)
3. Scared Of The Dark (6:09)
4. Painting By Numbers (6:34)
5. Hall Of Mirrors (14:23)
6. The Kruhulick Syndrome (instr.) (6:07)
7. Ring Of Roses (6:31)
8. Dorain Gray (2:49) [*]
9. I, Judas, (6:04) [*]